# Bart Meijers
Bart Meijers (Breda, 10 gennaio 1997) è un calciatore olandese, difensore del Wydad Casablanca.

## Caratteristiche tecniche
È un difensore centrale.

## Carriera
Cresciuto nelle giovanili del NAC Breda, ha esordito il 24 febbraio 2017 in un match di vinto 1-0 contro il Volendam.

## Statistiche

### Presenze e reti nei club
Statistiche aggiornate al 6 gennaio 2017.
| Stagione        | Squadra         | Campionato      | Campionato | Campionato | Coppe nazionali | Coppe nazionali | Coppe nazionali | Coppe continentali | Coppe continentali | Coppe continentali | Altre coppe | Altre coppe | Altre coppe | Totale | Totale | Totale |
| Stagione        | Squadra         | Comp            | Pres       | Reti       | Comp            | Pres            | Reti            | Comp               | Pres               | Reti               | Comp        | Pres        | Reti        | Pres   | Reti   |        |
| --------------- | --------------- | --------------- | ---------- | ---------- | --------------- | --------------- | --------------- | ------------------ | ------------------ | ------------------ | ----------- | ----------- | ----------- | ------ | ------ | ------ |
| 2016-2017       | NAC Breda       | EED             | 9+4        | 1          | CO              | 0               | 0               |                    | -                  | -                  |             | -           | -           | 13     | 1      |        |
| 2017-2018       | NAC Breda       | ERE             | 9          | 0          | CO              | 0               | 0               |                    | -                  | -                  |             | -           | -           | 9      | 0      |        |
| Totale carriera | Totale carriera | Totale carriera | 22         | 1          |                 | 0               | 0               |                    | -                  | -                  |             | -           | -           | 22     | 1      |        |

## Palmarès
- Liga II: 1

Petrolul Ploiești: 2021-2022